# Lista över fossil ur människans evolution
Den här tabellen beskriver ett antal viktiga fossil ur människans evolution. Det finns tusentals fossilfynd av mer eller mindre mänskliga varelser, så listan här är naturligtvis inte alls avsedd att vara uttömmande, utan tar bara upp några nyckelfynd. Fynden är sorterade efter ålder.
Inte alla fossil i listan är människans direkta förfäder, men de är alla nära släkt med våra förfäder och därför viktiga för vår förståelse av vårt ursprung.
Artbestämningar av mänskliga fossil är ofta omtvistad. Detta är naturligt, eftersom människans evolution inte har skett stegvis, utan gradvis. Indelningen i olika arter blir därför alltid artificiell.

## Mer än 4 miljoner år gamla
Den här delen av tabellen innehåller apfossil, och fossil som är omstritt om de hör till den mänskliga grenen av stamträdet eller inte.
| image | Namn            | Ålder                       | Art                          | Upptäckt år | Plats    | Upptäckt av                                                                       |
| ----- | --------------- | --------------------------- | ---------------------------- | ----------- | -------- | --------------------------------------------------------------------------------- |
|       |                 | 45 miljoner år sedan        | Eosimias sinensis            | 1985        | Kina     | Lin Yipu                                                                          |
|       | DPC 2803        | >31 miljoner år sedan       | Aegyptopithecus zeuxis       | 1941        | Egypten  | Elwyn Simons                                                                      |
|       | KNM RU 7290     | 18 miljoner år sedan        | Proconsul africanus          | 1948        | Kenya    | Mary Leakey                                                                       |
|       | KNM WK 16999    | 16-18 miljoner år sedan     | Afropithecus turkanensis     | 1986        | Kenya    | Richard Leakey                                                                    |
|       | KNM WK 16950    | 16-18 miljoner år sedan     | Turkanapithecus kalakolensis | 1986        | Kenya    | Richard Leakey                                                                    |
|       | GSP 15000       | 10,5-12,5 miljoner år sedan | Sivapithecus indicus         | 1979        | Pakistan | D. Pilbeam och S. M. Ibrahim Shah                                                 |
|       | IGF 11778       | 8 miljoner år sedan         | Oreopithecus bambolii        | 1872        | Italien  | Paul Gervais                                                                      |
|       | IVPP PA644      | 8 miljoner år sedan         | Lufengpithecus lufengensis   | 1978        | Kina     |                                                                                   |
|       | TM 266 (Toumai) | 7 miljoner år sedan         | Sahelanthropus tchadensis    | 2001        | Tchad    | Alain Beauvilain, Fanone Gongdibe, Mahamat Adoum och Ahounta Djimdoumalbaye       |
|       | BAR 1000'00     | 6 miljoner år sedan         | Orrorin tugenensis           | 2000        | Kenya    | Martin Pickford, Kiptalam Cheboi, Dominique Gommery, Pierre Mein, Brigitte Senut, |

## 3 - 6 miljoner år sedan
| image | Namn                  | Ålder                       | Art                            | Upptäckt år       | Plats     | Upptäckt av                   |  |
| ----- | --------------------- | --------------------------- | ------------------------------ | ----------------- | --------- | ----------------------------- |  |
|       | Ardi                  | 4.4 Ma                      | Ardipithecus ramidus           | 1994              | Ethiopia  | Yohannes Haile-Selassie       |  |
|       | KNM-LT 329            | 4.2 - 5 Ma                  | Australopithecus anamensis     | 1967              | Kenya     | Arnold Lewis, Bryan Patterson |  |
|       | KNM-TH 13150          | 4.15-5.25 Ma                | Australopithecus anamensis     | 1984              | Kenya     | -                             |  |
|       | KNM-KP 271            | 4 Ma                        | Australopithecus anamensis     | 1965              | Kenya     | Bryan Patterson               |  |
|       | Laetoli Footprint     | 3,7 miljoner år sedan       | Bipedal hominid                | 1976              | Tanzania  | Mary Leakey                   |  |
|       | LH 4                  | 3,6 - 3,8 miljoner år sedan | Australopithecus afarensis     | 1974              | Tanzania  | Mary Leakey                   |  |
|       | KNM WT 40000          | 3,5 miljoner år sedan       | Kenyanthropus platyops         | 1999              | Kenya     | Justus Erus                   |  |
|       | Stw 573 (Little foot) | 3,3 miljoner år sedan       | Australopithecus ?             | 1994              | Sydafrika | Ronald J. Clarke              |  |
|       | DIK-1 (Selam)         | 3,3 miljoner år sedan       | Australopithecus afarensis     | 2000              | Etiopien  | Zeresenay Alemseged           |  |
|       | AL 200-1              | 3 - 3,2 miljoner år sedan   | Australopithecus afarensis     | 1975              | Etiopien  | Donald Johanson               |  |
|       | AL 129-1              | 3 - 3,2 miljoner år sedan   | Australopithecus afarensis     | November 1973     | Etiopien  | Donald Johanson               |  |
|       | K 12 (Abel)           |                             | Australopithecus bahrelghazali | 1995              | Tchad     | Michel Brunet                 |  |
|       | AL 288-1 (Lucy)       | 3,2 miljoner år sedan       | Australopithecus afarensis     | November 30, 1974 | Etiopien  | Donald Johanson               |  |
|       | AL 444-2              | 3 miljoner år sedan         | Australopithecus afarensis     | 1991              | Etiopien  | Bill Kimbel                   |  |

## 2 - 3 miljoner år sedan
| image | Namn                           | Ålder                       | Art                        | Upptäckt år | Plats     | Upptäckt av     |
| ----- | ------------------------------ | --------------------------- | -------------------------- | ----------- | --------- | --------------- |
|       | STS 5 (Mrs. Ples)              | 2,6 - 2,8 miljoner år sedan | Australopithecus africanus | 1947        | Sydafrika | Robert Broom    |
|       | STS 14                         | 2,6-2,8 miljoner år sedan   | Australopithecus africanus | 1947        | Sydafrika | Robert Broom    |
|       | STS 52                         |                             | Australopithecus africanus |             |           |                 |
|       | STS 71                         | 2,5 miljoner år sedan       | Australopithecus africanus | 1947        | Sydafrika | Robert Broom    |
|       | Taung 1 (Taung Child)          | 2,5 miljoner år sedan       | Australopithecus africanus | 1924        | Sydafrika | Raymond Dart    |
|       | KNM WT 17000 (The Black Skull) | 2,5 miljoner år sedan       | Paranthropus aethiopicus   | 1985        | Kenya     | Alan Walker     |
|       | TM 1517                        | 2 miljoner år sedan         | Paranthropus robustus      | 1938        | Sydafrika | Gert Terblanche |

## 1 – 2 miljoner år sedan
| image | Namn                          | Ålder                       | Art                                                           | Upptäckt år | Plats             | Upptäckt av     |
| ----- | ----------------------------- | --------------------------- | ------------------------------------------------------------- | ----------- | ----------------- | --------------- |
|       | KNM ER 1813                   | 1,9 miljoner år sedan       | Homo habilis                                                  | 1973        | Kenya             | Kamoya Kimeu    |
|       | KNM ER 1470                   | 1,9 miljoner år sedan       | Homo rudolfensis                                              | 1972        | Kenya             | Bernard Ngeneo  |
|       | SK 48                         | 1,8 miljoner år sedan       | Paranthropus robustus                                         | 1948        | Sydafrika         | Robert Broom    |
|       | OH 24 (Twiggy)                | 1,8 miljoner år sedan       | Homo habilis                                                  | 1968        | Tanzania          | Peter Nzube     |
|       | OH 8                          | 1,8 miljoner år sedan       | Homo habilis                                                  | 1960        | Tanzania          |                 |
|       | OH 5 (Zinj or nutcracker man) | 1,8 miljoner år sedan       | Paranthropus boisei                                           | 1959        | Tanzania          | Mary Leakey     |
|       | D 2700                        | 1,8 miljoner år sedan       | Homo georgicus                                                | 2001        | Georgien          |                 |
|       | OH 7                          | 1,75 miljoner år sedan      | Homo habilis                                                  | 1960        | Tanzania          | Jonathan Leakey |
|       | KNM ER 3733                   | 1,75 miljoner år sedan      | Homo ergaster                                                 | 1975        | Kenya             | Bernard Ngeneo  |
|       | KNM ER 1805                   | 1,74 miljoner år sedan      | Homo habilis                                                  |             | Koobi Fora, Kenya |                 |
|       | StW 53                        | 1,5 - 2 miljoner år sedan   | Homo habilis sensu Lato or unclassified see Grine et al. 1996 | 1976        | Sydafrika         | A. R. Hughes    |
|       | SK 847                        | 1,5 - 2 miljoner år sedan   | Homo habilis sensu Lato or unclassified see Grine et al. 1996 | 1949        | Sydafrika         |                 |
|       | DNH 7 (Eurydice)              | 1,5 - 2 miljoner år sedan   | Paranthropus robustus                                         | 1994        | Sydafrika         | André Keyser    |
|       | SK 46                         | 1,5-2 miljoner år sedan     | Paranthropus robustus                                         | 1949        | Sydafrika         | Robert Broom    |
|       | OH 13                         | 1,7 miljoner år sedan       | Homo habilis                                                  | 1963        | Tanzania          | N. Mbuika       |
|       | KNM ER 406                    | 1,7 miljoner år sedan       | Paranthropus boisei                                           | 1969        | Kenya             | Richard Leakey  |
|       | KNM ER 732                    | 1,7 miljoner år sedan       | Paranthropus boisei                                           | 1970        | Kenya             | Richard Leakey  |
|       | KNM ER 23000                  |                             |                                                               |             |                   |                 |
|       | KNM WT 17400                  | 1,7 miljoner år sedan       | Paranthropus boisei                                           |             | Kenya             |                 |
|       | KNM WT 15000 (Turkanapojken)  | 1,6 miljoner år sedan       | Homo erectus eller Homo ergaster                              | 1984        | Kenya             | Kamoya Kimeu    |
|       | KNM ER 3883                   | 1,4 - 1,6 miljoner år sedan | Homo erectus                                                  |             | Kenya             | Richard Leakey  |
|       | Peninj Mandible               | 1,5 miljoner år sedan       | Paranthropus boisei                                           | 1964        | Tanzania          | Richard Leakey  |
|       | OH 9 (Chellean Man)           | 1,5 miljoner år sedan       | Homo erectus                                                  | 1960        | Tanzania          | Louis Leakey    |
|       | KNM ER 992                    | 1,5 miljoner år sedan       | Homo ergaster                                                 | 1971        | Kenya             | Richard Leakey  |
|       | KGA 10-525                    | 1,4 miljoner år sedan       | Paranthropus boisei                                           | 1993        | Etiopien          | A. Amzaye       |

## 100 000 - 1 miljon år sedan
| image | Namn                                              | Ålder                     | Art                                              | Upptäckt år | Plats                 | Upptäckt av                              |
| ----- | ------------------------------------------------- | ------------------------- | ------------------------------------------------ | ----------- | --------------------- | ---------------------------------------- |
|       | Sangiran 4                                        | < 1 miljoner år sedan     | Homo erectus                                     | 1939        | Indonesien            | GHR von Koenigswald                      |
|       | Sangiran 2                                        | 0,7-1,6 miljoner år sedan | Homo erectus                                     | 1937        | Indonesien            | GHR von Koenigswald                      |
|       | Trinil 2 Pithecanthropus-1 or Java Man            | 0,7 - 1 miljoner år sedan | Homo erectus                                     | 1891        | Indonesien            | Eugene Dubois                            |
|       |                                                   | 780 - 858k                | Homo antecessor eller Homo erectus               | 1994        | Atapuerca, Spanien    | Bermúdez & Arsuaga                       |
|       | Ternifine 2-3                                     | 700k                      | Homo erectus                                     | 1954        | Algeriet              | C. Arsmbourg                             |
|       | Sangiran 17                                       | 700k                      | Homo erectus                                     | 1969        | Indonesien            | S. Sartono                               |
|       | Hexian                                            | 400 - 500k                | Homo erectus                                     | 1980        | Kina                  |                                          |
|       | Skull 5 (Miguelón)                                | 400k                      | Homo heidelbergensis                             | 1992        | Atapuerca, Spanien    | Bermúdez, Arsuaga & Carbonell            |
|       | Zhoukoudian (Peking Man, Beijing Man)             | 230 - 460k                | Homo erectus                                     | 1921        | Kina                  | Davidson Black                           |
|       | Bodo                                              | 600k                      | Homo heidelbergensis eller Homo erectus          | 1976        | Etiopien              | A. Asfaw                                 |
|       | Mauer 1 (Heidelberg Man)                          | 500k                      | Homo heidelbergensis                             | 1907        | Mauer, Tyskland       |                                          |
|       | Ndutu                                             |                           |                                                  |             |                       |                                          |
|       | Sale                                              |                           |                                                  |             |                       |                                          |
|       | Saldanha man                                      | 500k                      | Homo heidelbergensis                             | 1953        | Sydafrika             |                                          |
|       | Arago 21 (Tautavel Man)                           | 400k                      | Homo heidelbergensis eller Homo erectus          | 1971        | Frankrike             | Henry de Lumley                          |
|       | Steinheim Skull                                   | 350k                      | Homo heidelbergensis eller Homo neanderthalensis | 1933        | Tyskland              |                                          |
|       | Petralona 1                                       | 250 - 500k                | Homo erectus eller Homo rhodesiensis             | 1960        | Grekland              |                                          |
|       | Swanscombe Man                                    | 250k                      | Homo heidelbergensis eller Homo neanderthalensis | 1935        | England               | Alvan T Marston                          |
|       | Ngandong 7                                        | 250k                      | Homo heidelbergensis eller Homo erectus          | 1931        | Indonesien            | C. ter Haar och G. H. R. von Koenigswald |
|       | Broken Hill 1 (Kabwe Cranium eller Rhodesian Man) | 125 - 300k                | Homo rhodesiensis eller Homo heidelbergensis     | 1921        | Zambia                | Tom Zwiglaar                             |
|       | Dali (fossil)                                     | 209k                      | Homo heidelbergensis eller Homo sapiens          | 1978        | Kina                  | Shuntang Liu                             |
|       | LH 18                                             |                           | Homo sapiens                                     | 1976        | Tanzania              | Mary Leakey                              |
|       | Omo 1                                             | 190k                      | Homo sapiens                                     | 1967-1974   | Etiopien              | Richard Leakey                           |
|       | Omo 2                                             | ?                         | Homo rhodesiensis eller 'Homo sapiens            | ?           | Etiopien              | Richard Leakey                           |
|       | Herto remains                                     | 160k                      | Homo sapiens idaltu                              | 1997 - 2003 | Middle Awash Etiopien | Tim White                                |
|       | Jebel Irhoud 1                                    | 160k                      | Homo sapiens                                     | cirka 1991  | Jebel Irhoud, Marocko |                                          |
|       | Jebel Irhoud 2                                    | 160k                      | Homo sapiens                                     | cirka 1991  | Jebel Irhoud, Marocko |                                          |
|       | Jebel Irhoud 3                                    | 160k                      | Homo sapiens                                     | cirka 1991  | Jebel Irhoud, Marocko |                                          |
|       | Jebel Irhoud 4                                    | 160k                      | Homo sapiens                                     | efter 1991  | Jebel Irhoud, Marocko |                                          |
|       | Tabun C1                                          | 120k                      | Homo neanderthalensis                            | 1967-1972   | Israel                | Jelinek                                  |

## 50 000 – 100 000 år sedan
| image | Namn                     | Ålder     | Art                                      | Upptäckt år        | Plats                          | Upptäckt av                                          |
| ----- | ------------------------ | --------- | ---------------------------------------- | ------------------ | ------------------------------ | ---------------------------------------------------- |
|       | Klasies River Caves      | 125 - 75k | Homo sapiens                             | 1960 onwards       | Sydafrika                      | Ray Inskeep, Robin Singer, John Wymer, Hilary Deacon |
|       | Krapina                  | 100k      | Homo neanderthalensis                    | 1899               | Kroatien                       | Dragutin Gorjanović-Kramberger                       |
|       | Skhul V                  | 90 - 100k | Homo sapiens                             | 1933               | Es Skhul, Karmelberget, Israel | T. McCown och H. Moivus, Jr.                         |
|       | Qafzeh IX                | 90 - 100k | Homo sapiens eller Homo neanderthalensis | 1933               | Qafzeh, Israel                 | T. McCown och H. Moivus, Jr.                         |
|       | Skhul IX                 |           | Homo sapiens ?                           |                    | Es Skhul, Karmelberget, Israel |                                                      |
|       | Qafzeh VI                | 90 - 100k | Homo sapiens                             | 1933               | Nazareth, Israel               | T. McCown och H. Moivus, Jr.                         |
|       | La Ferrassie 1           | 70k       | Homo neanderthalensis                    | September 17, 1909 | Frankrike                      | R. Capitan och D. Peyrony                            |
|       | La Quina 5               | 40-55k    | Homo neanderthalensis                    |                    | Frankrike                      |                                                      |
|       | La Quina 18              | 40-55k    | Homo neanderthalensis                    |                    | Frankrike                      |                                                      |
|       | Mt. Circeo 1             | 40 - 60k  | Homo neanderthalensis                    | 1939               | Italien                        | Prof. Blanc                                          |
|       | Saccopastore 1           | 60k       | Homo neanderthalensis                    |                    | Italien                        |                                                      |
|       | Gibraltar 1              |           | Homo neanderthalensis                    | 1848               | Gibraltar                      | Lieutenant Flint                                     |
|       | Shanidar 1               | 60 - 80k  | Homo neanderthalensis                    | 1961               | Irak                           | Ralph Solecki                                        |
|       | Amud 1                   |           | Homo neanderthalensis                    |                    | Israel                         |                                                      |
|       | Amud 7                   |           | Homo neanderthalensis                    |                    | Israel                         |                                                      |
|       | La Chapelle-aux-Saints 1 | 60k       | Homo neanderthalensis                    | August 3, 1908     | Frankrike                      | A. och J. Bouyssonie och L. Bardon                   |

## Mindre än 50 000 år sedan
| image | Namn                        | Ålder                    | Art                   | Upptäckt år | Plats                                                   | Upptäckt av                         |  |
| ----- | --------------------------- | ------------------------ | --------------------- | ----------- | ------------------------------------------------------- | ----------------------------------- |  |
|       | Mungo Man                   | 60 - 40k                 | Homo sapiens          | 1974        | Australien                                              |                                     |  |
|       | Le Moustier                 | 45k                      | Homo neanderthalensis | 1909        | Frankrike                                               |                                     |  |
|       | Neanderthal 1               | 40k                      | Homo neanderthalensis | 1856        | Tyskland                                                | Johann Carl Fuhlrott                |  |
|       | Denisova hominin (Kvinna X) | 40k                      | Homo ergaster?        | 2008        | Ryssland                                                | Johannes Krause, et al.             |  |
|       | Jebel Qafzeh 6              | 92 - 115k eller 30 - 55k | Homo sapiens          | 1930's      | Israel                                                  | R. Neuville M Stekelis              |  |
|       | NG 6                        | 27 - 53k                 | Homo erectus          | 1931        | Indonesien                                              | C. ter Haar och GHR von Koenigswald |  |
|       | Hofmeyr Skull               | 36k                      | Homo sapiens          | 1952        | Sydafrika                                               |                                     |  |
|       | Yamashita-Cho Man           | 32k                      | Homo sapiens          | 1962/1968   | Naha, Okinawa, Japan                                    |                                     |  |
|       | Cro-Magnon 1                | 30k                      | Homo sapiens          | 1868        | Frankrike                                               | Louis Lartet                        |  |
|       | Combe Capelle               | 30 - 35k                 | Homo sapiens          | 1909        | Frankrike                                               | O. Hauser                           |  |
|       | Predmost 3                  | 26k                      | Homo sapiens          | 1894        | Tjeckien                                                | K.J. Maska                          |  |
|       | LB 1 (Hobbit)               | 18k                      | Homo floresiensis     | 2003        | Indonesien                                              |                                     |  |
|       | Minatogawa 1                | 16 - 18k                 | Homo sapiens          | 1970        | Japan                                                   |                                     |  |
|       | Tandou                      | 15k                      | Homo sapiens          | 1967        | Australien                                              | Duncan Merrilees                    |  |
|       | Wadi Kubbaniya              | 8 - 20k                  | Homo sapiens          | 1982        | Egypten                                                 | Fred Wendorf                        |  |
|       | Kow Swamp 1                 | 9k - 13k                 | Homo sapiens          | 1968        | Australien                                              | A.G. Thorne                         |  |
|       | Afalou 13                   | 8k - 12k                 | Homo sapiens          | 1920's      | Algeriet                                                | C. Arambourg                        |  |
|       | Wadi Halfa 25               | 6k - 12k                 | Homo sapiens          | 1963        | Sudan                                                   | G. Armelagos, E. Ewing, D. Greene   |  |
|       | Wadjak 1                    | 10 - 12k                 | Homo sapiens          | 1888        | Indonesien                                              | Eugene Dubois                       |  |
|       | Tepexpan                    | 11k                      | Homo sapiens          | 1947        | Mexiko                                                  | H. de Terra                         |  |
|       | Cerro Sota 2                | 11k                      | Homo sapiens          | 1936        | Chile                                                   | Junius Bird                         |  |
|       | SDM 16704                   | 4.9k - 11.8k             | Homo sapiens          | 1929        | USA                                                     | M.J. Rogers                         |  |
|       | Lo 4b                       | 6k - 9k                  | Homo sapiens          | 1965-1975   |                                                         | H. Robbins B.M. Lynch               |  |
|       | Kerma 27                    | 3.5k                     | Homo sapiens          | 1913-1916   | Sudan                                                   | G.A. Reisner                        |  |
|       | Ötzi ismannen               | 3.3k                     | Homo sapiens          | 1991        | Ötztalalperna (på gränsen mellan Österrike och Italien) | Helmut och Erika Simon              |  |
|       | Five Knolls 18              | 1.5k - 3.5k              | Homo sapiens          | 1925-1929   | England                                                 |                                     |  |

## Förkortningar
- AL - Afar Locality, Ethiopia
- ARA-VP - Aramis Vertebrate Paleontology, Ethiopia
- BOU-VP - Bouri Vertebrate Paleontology, Ethiopia
- ER - East (Lake) Rudolf, Kenya
- KGA - Konso-Gardula, Ethiopia
- KNM - Kenya National Museum
- KP - Kanapoi, Kenya
- miljoner år sedan – miljoner år sedan (millions years ago)
- OH - Olduvai Hominid, Tanzania
- SK - Swartkrans, South Africa
- Sts,Stw - Sterkfontein, South Africa
- TM - Transvaal Museum, South Africa
- TM - Toros-Menalla, Chad
- WT - West (Lake) Turkana, Kenya